# Bocksjön (Mo socken, Hälsingland)
Bocksjön är en sjö i Söderhamns kommun i Hälsingland och ingår i Norralaåns huvudavrinningsområde. Sjön är 6 meter djup, har en yta på 0,352 kvadratkilometer och är belägen 85 meter över havet.

## Delavrinningsområde
Bocksjön ingår i det delavrinningsområde (680388-155687) som SMHI kallar för Mynnar i Norralaån. Medelhöjden är 84 meter över havet och ytan är 12,65 kvadratkilometer. Räknas de 9 avrinningsområdena uppströms in blir den ackumulerade arean 63,28 kvadratkilometer. Flysån som avvattnar avrinningsområdet har biflödesordning 2, vilket innebär att vattnet flödar genom totalt 2 vattendrag innan det når havet efter 14 kilometer. Avrinningsområdet består mestadels av skog (89 procent). Avrinningsområdet har 0,35 kvadratkilometer vattenytor vilket ger det en sjöprocent på 2,8 procent.